# Geniostoma
Geniostoma is een geslacht uit de familie Loganiaceae. De soorten komen voor op de Mascarenen, in gematigd Oost-Azië en van Malesië tot in het Pacifisch gebied.

## Soorten
- Geniostoma angustifolium Bouton ex DC.
- Geniostoma antherotrichum Gilg & Gilg-Ben.
- Geniostoma balansanum Baill.
- Geniostoma borbonicum (Lam.) Spreng.
- Geniostoma calcicola A.C.Sm.
- Geniostoma celastrineum Baill.
- Geniostoma clavatum J.W.Moore
- Geniostoma cyrtandrae Baill.
- Geniostoma degeneri (Sherff) Byng & Christenh.
- Geniostoma densiflorum Baill.
- Geniostoma erythrospermum Baill.
- Geniostoma fagraeoides Benth.
- Geniostoma gagnae Fosberg & Sachet
- Geniostoma gaudichaudii B.J.Conn
- Geniostoma glaucescens Schltr.
- Geniostoma grandifolium B.J.Conn
- Geniostoma hallei Fosberg & Sachet
- Geniostoma hedyosmifolium (Baill.) Byng & Christenh.
- Geniostoma helleri (Sherff) Byng & Christenh.
- Geniostoma hirtellum (H.Mann) Byng & Christenh.
- Geniostoma hosakanum (Sherff) Byng & Christenh.
- Geniostoma huttonii B.J.Conn
- Geniostoma hymenopodum (O.Deg. & Sherff) Byng & Christenh.
- Geniostoma imbricatum (Guillaumin) C.S.P.Foster & B.J.Conn
- Geniostoma kaalae (C.N.Forbes) K.L.Gibbons, B.J.Conn & Henwood
- Geniostoma leenhoutsii B.J.Conn
- Geniostoma lorencianum (K.R.Wood, W.L.Wagner & T.J.Motley) Byng & Christenh.
- Geniostoma lydgatei (C.N.Forbes) Byng & Christenh.
- Geniostoma macrophyllum Gillespie
- Geniostoma mooreanum B.J.Conn
- Geniostoma novae-caledoniae Vieill. ex Baill.
- Geniostoma pedunculatum Bouton
- Geniostoma petiolosum C.Moore & F.Muell.
- Geniostoma pumilum (Hillebr.) Byng & Christenh.
- Geniostoma randianum Merr. & L.M.Perry
- Geniostoma rapense F.Br.
- Geniostoma rarotongense Fosberg & Sachet
- Geniostoma rupestre J.R.Forst. & G.Forst.
- Geniostoma stipulare A.C.Sm. & B.C.Stone
- Geniostoma sykesii Fosberg & Sachet
- Geniostoma tinifolium (A.Gray) B.J.Conn
- Geniostoma trichostylum B.J.Conn
- Geniostoma triflorum (Hillebr.) Byng & Christenh.
- Geniostoma umbellatum B.J.Conn
- Geniostoma venosum (Sherff) Byng & Christenh.
- Geniostoma vestitum Baill.
- Geniostoma waialealae (Wawra) Byng & Christenh.
- Geniostoma waiolani (Wawra) Byng & Christenh.
- Geniostoma weinlandii K.Schum.